# Pieter Mertens
Pieter Mertens (* 25. August 1980 in Lommel) ist ein belgischer Radrennfahrer.

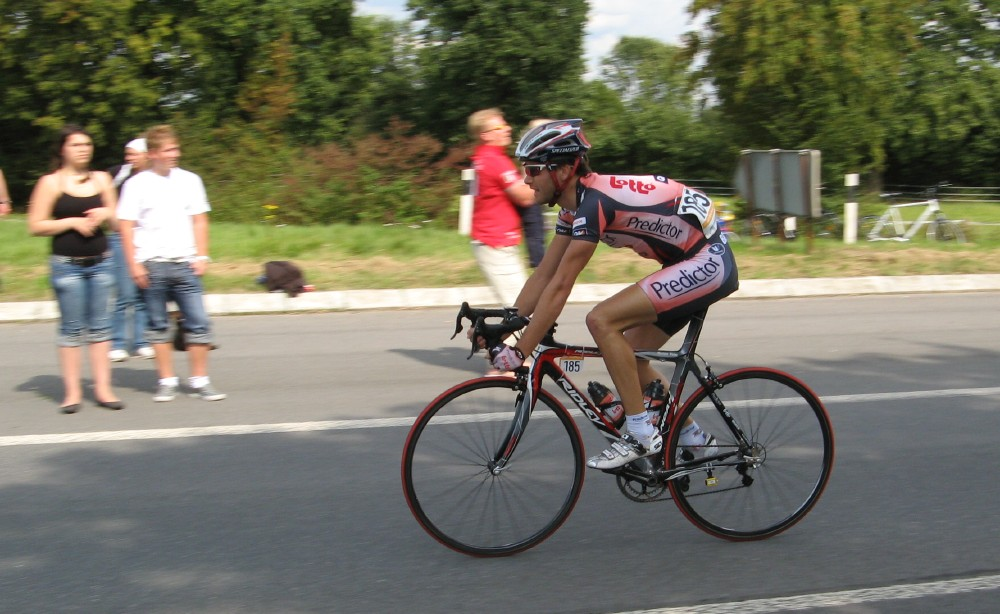
Pieter Mertens bei den Vattenfall Cyclassics 2007

Pieter Mertens gewann eine Etappe beim Flèche du Sud und bekam daraufhin für das folgende Jahr einen Profivertrag bei dem belgischen Radsportteam Vlaanderen-T Interim. In seinem zweiten Jahr gewann er eine Etappe bei der Rheinland-Pfalz-Rundfahrt in Landau. 2006 wechselte er zum ProTeam Davitamon-Lotto. Ende der Saison 2007 beendet er seine Karriere.

## Erfolge
2003
- eine Etappe Flèche du Sud

2005
- eine Etappe Rheinland-Pfalz-Rundfahrt

## Teams
- 2004 Vlaanderen-T Interim
- 2005 Chocolade Jacques-T Interim
- 2006 Davitamon-Lotto
- 2007 Predictor-Lotto